# Селичів
Се́личів — село в Україні, у Берездівській сільській громаді Шепетівського району Хмельницької області. 
Населення становить 422 особи (на 1.02.2007).

## Географія
Село розташоване на північному сході колишнього Славутського району, в межах Ганнопільського плато, яке є частиною Волинської височини, на річці Корчик., за 37 км від міста Славута та за 15 км від автошляху E40М06. Селом також проходить автошлях Т 1804 Корець-Славута-Антоніни.
Сусідні населені пункти:

## Історія
Село вперше згадується в 1577 р. як село землян корецького замку. Належало Корецьким, пізніше подароване Яблоновським.
В середині 19 століття в селі було 158 жителів, 631 десятин селянської землі і 515 десятин фільварочної землі.
В кінці 19 століття було там 94 будинки, 590 жителів, дерев'яна церква з 1873 року, збудована на місці старої, час
будови якої невідомий, з 1831 року була приписана до приходу Берездова, церковно-приходська школа з 1873 року. Функціонував винокурний завод, власником якого був поміщик Горновський. 24 листопада 1885 року була відкрита школа грамотності, де навчалось 15 учнів. На її утримання відпускалось від селян 40 рублів 74 копійки. Найбільшим землевласником в селі був поміщик Базилевич.
У 1906 році село Берездівської волості Новоград-Волинського повіту Волинської губернії. Відстань від повітового міста 38 верст, від волості 2. Дворів 94, мешканців 632.
7 (20) листопада 1917 року, відповідно до Третього Універсалу Української Центральної Ради, увійшло до складу Української Народної Республіки.
Під час радянської влади більшість часу відносилось до Берездівської сільської ради.
12 червня 2020 року, відповідно до розпорядження Кабінету Міністрів України № 727-р «Про визначення адміністративних центрів та затвердження територій територіальних громад Хмельницької області», увійшло до складу Берездівської сільської громади.
19 липня 2020 року, в результаті адміністративно-територіальної реформи та ліквідації Славутського району, село увійшло до складу Шепетівського району.

## Населення
Згідно з переписом УРСР 1989 року чисельність наявного населення села становила 476 осіб, з яких 222 чоловіки та 254 жінки.
За переписом населення України 2001 року в селі мешкало 429 осіб. 100 % населення вказало своєю рідною мовою українську мову.

## Символіка
Затверджена 23 грудня 2016 р. рішенням № 15 XVII сесії сільської ради VII скликання.

### Герб
У золотому щиті, розтятому багато разів чорними нитками, із лазуровою хвилястою базою, червона восьмипроменева зірка. Щит вписаний в золотий декоративний картуш і увінчаний золотою сільською короною. Внизу картуша напис «СЕЛИЧІВ».
Червона восьмипроменева зірка — символ Богородиці; на розтяте золоте поле щита символізує дерев'яну церкву Різдва Богородиці. Хвиляста база означає річку Корчик.

### Прапор
Квадратне полотнище поділене хвилясто на дві горизонтальні смуги — жовті і синю — у співвідношенні 5:1. В центрі верхньої смуги червона восьмипроменева зірка.